# 宮田律
宮田 律（みやた おさむ、1955年（昭和30年）5月5日 - ）は、日本のイスラム研究者（現代イスラム地域研究・途上国の国際政治・イラン現代史・イラン現代政治）。学位は、歴史学修士（カリフォルニア大学ロサンゼルス校・1985年）。一般社団法人現代イスラム研究センター理事長。現代のイスラム主義の運動、過激派の世界観と活動、米国の中東イスラム政策、米国の軍産複合体、日本と中東イスラム世界の関係、中村哲医師の活動など平和創造の在り方、オリエント世界を中心とする世界史、ナショナリズムの世界史的発展、中東イスラム世界の文化と現代世界など幅広い分野で数々の著作がある。フェイスブックも時事問題などを中心に日々更新している。

## 来歴
山梨県甲府市生まれ。慶應義塾大学文学部史学科東洋史専攻卒業。1983年（昭和58年）、同大学大学院文学研究科史学専攻修了。カリフォルニア大学ロサンゼルス校(UCLA)大学院修士課程（歴史学）修了。1987年（昭和62年）静岡県立大学講師、1996年（平成8年）同助教授、2007年（平成19年）同准教授。「中東アフリカ論」「国際政治学」などを担当。2012年3月、現代イスラム研究センターを創設。
日本経済新聞出版社から2013年2月上旬に刊行予定の『イスラムの人々はなぜ日本が好きなのか』が、アルジェリア人質事件で同社の判断で出版中止になったが、新潮社から『イスラムの人はなぜ日本を尊敬するのか』として同年9月に出版。メールマガジンを2021年10月より開始した。アドレスは　https://miyataosamu.jp/blog/　。

## 著書

### 単著
- 『イスラム政治運動 －台頭するイスラム主義と国際政治』（日本経済新聞社、1996年）
- 『中東政治構造の分析 －民族・イスラーム政治を考える』（学文社、1996年）
- 『イスラム世界と欧米の衝突』（NHKブックス、1998年）
- 『イスラム紛争の深層』（時事通信社、1998年）
- 『中央アジア資源戦略 －石油・天然ガスをめぐる「地経学」』（時事通信社、1999年）
- 『イスラム・パワー 21世紀を支配する世界最大勢力の謎』（講談社、2000年）
- 『イスラムでニュースを読む イスラム紛争の火種をさぐる』（自由国民社、2000年）
- 『完全図解 よくわかる「今のイスラム」』（集英社、2001年）
- 『現代イスラムの潮流』（集英社新書、2001年）
- 『物語イランの歴史 誇り高きペルシアの系譜』（中公新書、2002年）
- 『いま、なぜ「戦争」なのか? 謎解き世界同時多発紛争』（新潮社、2002年）
- 『現代イスラムの潮流と原理主義の行方』（集英社、2002年）
- 『「イスラム過激派」をどう見るか』（岩波書店、2002年）
- 『中東情勢のいまを読む』（岩波ブックレット、2003年）
- 『イラクと日本』（集英社新書、2004年）
- 『中東 迷走の百年史』（新潮新書、2004年）
- 『イスラム超過激派 戦慄思想の全貌』（講談社、2005年）
- 『中東がわかる8つのキーワード』（平凡社新書、2005年）
- 『軍産複合体のアメリカ 戦争をやめられない理由』（青灯社、2006年）
- 『イスラム石油戦争』（NTT出版・ライブラリーレゾナント、2006年）
- 『中東イスラーム民族史 競合するアラブ、イラン、トルコ』（中公新書、2006年）
- 『イスラムに負けた米国』（朝日新書、2007年）
- 『イラン －世界の火薬庫』（光文社新書、2007年）
- 『ドバイ発： アラブの挑戦 脱石油戦略は成功するか』（NTT出版、2008年）
- 『人物で読むイスラム世界』（日経プレミア：日本経済新聞出版社、2008年）
- 『紛争の世界地図』（日経プレミア：日本経済新聞社、2009年）
- 『南アジア 世界暴力の発信源』（光文社新書、2009年
- 『イスラム過激派・武闘派全書』（作品社、2009年）
- 『ドバイの憂鬱 湾岸諸国経済の光と影』（PHP新書、2009年）
- 『イスラム世界おもしろ見聞録』（朝日新聞出版、2009年）
- 『中東危機のなかの日本外交 暴走するアメリカとイランの狭間で』（NHKブックス、2010年）
- 『アメリカ・イラン開戦前夜』（PHP新書、2010年）
- 『激変！中東情勢丸わかり』朝日新書 2011
- 『過激派で読む世界地図』ちくま新書 2011
- 『CIAとビンラディン: 「9・11」から10年目の真実』ワニブックス〈plus〉新書 2011
- 『イラン革命防衛隊』武田ランダムハウスジャパン 2011
- 『過激派で読む世界地図』ちくま新書 2011
- 『激変!中東情勢丸わかり』朝日新書 2011
- 『イスラムの世界戦略 コーランと剣 一四〇〇年の拡大の歴史』毎日新聞社 2012
- 『「ユダヤ人とイスラエル」がわかれば「世界の仕組み」が見えてくる』ワニブックス|PLUS|新書 2012
- 『イスラムの人はなぜ日本を尊敬するのか』新潮新書 2013
- 『世界を標的化するイスラム過激派 「アラブの春」で増幅した脅威』角川oneテーマ21 2013
- 『イスラム潮流と日本』イースト新書 2014
- 『世界を動かす現代イスラム 日本人として知っておきたい』徳間書店 2014
- 『イスラム 中国への抵抗論理』イースト新書 2014
- 『アメリカはイスラム国に勝てない』PHP新書 2015
- 『イスラムは本当に危ない世界なのか』潮出版社 2015
- 『石油・武器・麻薬 中東紛争の正体』 講談社現代新書 2015
- 『オリエント世界はなぜ崩壊したか 異形化する「イスラム」と忘れられた「共存」の叡智』新潮選書 2016
- 『イスラム唯一の希望の国日本』PHP新書 2017
- 『ナビラとマララ 「対テロ戦争」に巻き込まれた二人の少女』講談社 2017
- 『トランプが戦争を起こす日 悪夢は中東から始まる』光文社新書 2017
- 『イスラム10のなぞ 世界史への招待』中公新書ラクレ 2018
- 『無法者が塗り替える中東地図』毎日新聞出版 2018
- 『ナショナリズムと相克のユーラシア　ヨーロッパ帝国主義の負の遺産 』白水社 2019
- 『黒い同盟 米国、サウジアラビア、イスラエル　「反イラン枢軸」の暗部』平凡社新書 2019
- 『武器ではなく命の水をおくりたい中村哲医師の生き方』平凡社 2021
- 『イスラムがヨーロッパ世界を創造した　歴史に探る「共存の道」』光文社新書 2022
- 『地球を壊す人、救う人々　戦争と環境破壊連鎖の危機』薫風社 2023
- 『人口からみた宗教の世界史　ユダヤ教・キリスト教・イスラムの興亡』PHP新書 2023
- 『アメリカのイスラーム観　変わるイスラエル支持路線』平凡社新書 2024
- 『ガザ紛争の正体　暴走するイスラエル極右思想と修正シオニズム』平凡社新書 2024

### 共著
- 『「新しい戦争」を知るための60のQ&A』森本敏,立山良司共著 新潮社 フォーサイトブックス 2001
- 『集団的自衛権とイスラム・テロの報復』山本武彦,木村修三,水谷周共著 青灯社 2015